# 帕拉夏
帕拉夏（Parasia），是印度西孟加拉邦巴尔达曼县的一个城镇。总人口8684（2001年）。

## 人口
该地2001年总人口8684人，其中男性4859人，女性3825人；0—6岁人口1221人，其中男668人，女553人；识字率54.69%，其中男性为64.64%，女性为42.04%。